# Erika Abril
Erika Abril (San José de Pare, 29 de abril de 1978) es una atleta colombiana de maratón y plusmarquista nacional en las distancias de 21 y 42 km..  Ha sido ganadora de la Carrera de la Mujer en su país, además de realizar destacadas actuaciones en las maratones de Sao Paulo  y Santiago de Chile.

## Trayectoria

### Juegos Olímpicos de 2012
Erika clasificó a los Juegos Olímpicos tras lograr la marca clasificatoria "A" en la Maratón de Santiago de Chile. Abril fue segunda, logrando un tiempo de 2h 36m 10s. y siendo superada solamente por la chilena Natalia Romero Jaramillo.
Ya en los juegos, Abril terminó en la posición 51 con un tiempo de 2:33:33; nuevo récord nacional.

### Campeonato Mundial de Atletismo de 2013
El 10 de agosto de 2013 participó en el maratón del Campeonato Mundial de Atletismo de 2013 celebrado en Moscú (Rusia) acabando en la posición 39, con un tiempo de 2:55:13.